# David Tomblin
David Tomblin (* 18. Oktober 1930 in Borehamwood, Hertfordshire; † 20. Juli 2005 in Buckinghamshire) war ein britischer Regisseur, Drehbuchautor sowie Fernsehproduzent.
Seine Karriere im Filmgeschäft begann Tomblin Ende der 1940er Jahre als dritter Regieassistent (third assistant director). In den 1950er Jahren arbeitete er als Regieassistent (assistant director) vor allem für das Fernsehen. Als Drehbuchautor war er in den Jahren 1967/68 an drei Folgen der britischen Fernsehserie Nummer 6 beteiligt, von der er auch drei Episoden als Regisseur inszenierte. Als Produzent begleitete er die komplette Produktion von Nummer 6. Den Hauptdarsteller Patrick McGoohan hatte er bereits zu Beginn des Jahrzehnts bei den Dreharbeiten zur Serie Geheimauftrag für John Drake (Danger Man) kennengelernt und gemeinsam entwickelten und produzierten sie ihre gemeinsame Reihe mit Nummer 6.
In den Jahren 1975 und 76 drehte er vier Episoden der Science-Fiction-Serie Mondbasis Alpha 1. Einige Jahre zuvor war er als Autor und Regisseur an der Serie UFO beteiligt.
Als Regieassistent war Tomblin an vielen bekannten Filmprojekten beteiligt und arbeitete mit bekannten Regisseuren wie Stanley Kubrick und George Lucas zusammen. Für den letzteren arbeitete an allen drei Teilen der Original Star-Wars-Saga. Während der Produktion von Die Rückkehr der Jedi-Ritter drehte Tomblin unter dem Titel Return of the Ewok einen eigenen Kurzfilm mit zahlreichen Darstellern des eigentlichen Films.
1983 wurde er gemeinsam mit Regisseur Richard Attenborough für Gandi mit dem Directors Guild of America Award in der Kategorie Beste Spielfilmregie ausgezeichnet.
Im Jahr 2003 wurde er bei den British Academy Film Awards für seine Leistungen im Filmgeschäft mit dem Michael Balcon Award ausgezeichnet.